# 長尾美幸
長尾 美幸（ながお みゆき、1968年9月15日-）は、東京都出身の気象予報士、レポーター。タイムリーオフィス所属。血液型はB型。早稲田大学第一文学部卒業。既婚者。

## 略歴
- 早稲田大学卒業後、ライフビジネスウェザーに所属し、気象予報士として活動。その後、現在の事務所に移籍し、レポーターとしてテレビ東京の情報番組『ものスタMOVE』（現：『ものスタ』）にレギュラー出演していた。

## 出演番組

### 過去
日本テレビ
- NNN24-気象キャスター
- 真相報道 バンキシャ!-気象キャスター
- NEWS ZERO-気象コメンテーター

テレビ東京
- ものスタMOVE -レポーター（2010年3月29日 - 2012年3月30日）

bay fm
- TOKYO BAY MORNING-気象キャスター

## エピソード
- プロ野球は埼玉西武ライオンズのファンで、好きな選手は中島裕之（ただし夫は中日ドラゴンズのファン）[2]。
- 長尾という苗字は旧姓である[3]。